# Platten, Bernkastel-Wittlich
Platten là một đô thị ở huyện Bernkastel-Wittlich, trong bang Rheinland-Pfalz, Đô thị Platten, Bernkastel-Wittlich có diện tích 6,63 km², dân số thời điểm ngày 31 tháng 12 năm 2006 là 886 người.